# AV-Comparatives
AV-Comparatives – niezależna organizacja zajmująca się testowaniem oprogramowania zabezpieczającego. Jej siedziba mieści się w Innsbrucku w Austrii. Organizacja została założona w 1999 roku.